# Maślan sodu
Maślan sodu – organiczny związek chemiczny sól sodowa kwasu masłowego, antagonista histaminy, higroskopijna. Jest inhibitorem deacetylazy histonowej (EC 3.5.1.98) i geroprotektorem. Stosuje się go m.in. w suplementach diety u osób z problemami z układem pokarmowym.

## Zastosowanie medyczne
Wskazania do stosowania:
- w chorobach jelita grubego przebiegających ze zmianami zanikowymi w obrębie błony śluzowej,
- w zespole jelita nadwrażliwego,
- w zaburzeniach wchłaniania, prowadzących do niedoboru składników odżywczych, utraty masy ciała lub nieprawidłowego wzrastania u dzieci,
- w zaburzeniach ze strony przewodu pokarmowego o charakterze czynnościowym, takich jak: przewlekłe zaparcia, bóle brzucha, wzdęcia, dyspepsja, biegunki,
- w niedoborach pokarmowych (niedostateczna podaż błonnika pokarmowego, dieta ubogoresztkowa),
- w zaburzeniach prawidłowego składu flory jelitowej, m.in. po długotrwałej antybiotykoterapii, w przebiegu niektórych chorób przewlekłych (choroby trzustki, wątroby, nerek).

### Przeciwwskazania
Preparat nie powinien być stosowany przez osoby, które nie cierpią na choroby i zaburzenia wymienione we wskazaniach. Odradza się przyjmowanie preparatu osobom, u których występują zaburzenia połykania. Kobiety w ciąży oraz karmiące piersią powinny skonsultować stosowanie preparatu z lekarzem.

## Preparaty
Preparaty dostępne w Polsce (2024): Butiner 500, Buti.Nova, Debutir, Debutir, Debutir Forte, Gastrobutin IBS, Intesta, Intesta Max, Irbutin, Rebutestin, Rebutestin Forte.